# 维氏硬度试验
维氏硬度试验（英語：Vickers hardness test），是压入硬度试验之一种，其测量值用HV表示。
维氏硬度试验最初于20世纪20年代初被提出，比起其他硬度试验其优点有：硬度值与压头大小、负荷值无关；无需根据材料软硬变换压头；正方形的压痕轮廓边缘清晰，便于测量。维氏硬度被应用于所有金属，并是应用最广泛的硬度标准之一。
只要被测材料质地均匀，维氏硬度试验可以用低负荷和小压痕得到可靠的硬度值，这样能减少材料破坏，或用于薄小的试验材料。这一点上维氏硬度要优于布氏硬度。
另外，在硬度不高（硬度值400以下）的同一均匀材料上，维氏和布氏硬度试验得出的数值近似。

## 测量方法

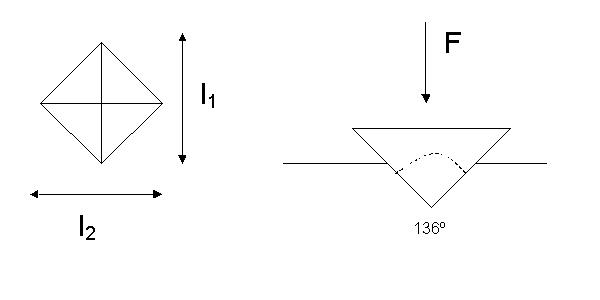
左为压痕在材料表面的投影，l_{1}和l_{2}为压痕对角线长；右为金刚石压头的侧面观，其相对面夹角为136°。

维氏硬度试验使用正四棱锥形的金刚石压头，其相对面夹角为136°。由于其硬度极高，金刚石压头可以用于压入几乎所有材料，而且棱锥的形状使得压痕和压头本身的大小无关。将压头用一定的负荷（试验力）压入被测材料表面。保持负荷一定时间后，卸除负荷，测量材料表面的方形压痕之对角线长度。对相互垂直的二对角线长度（l1和l2）取其算术平均值。
维氏硬度值的计算公式为：
{\displaystyle {\mbox{HV}}={\frac {F}{Sg}}={\frac {2F\sin({\frac {136^{\circ }}{2}})}{gd^{2}}}\approx 0.1891{\frac {F}{d^{2}}}\quad [{\textrm {N/mm}}^{2}]}
F = 负荷（牛顿力）
S = 压痕表面积（平方毫米）
α = 压头相对面夹角=136°
d = 平均压痕对角线长度（毫米）
g = 标准重力加速度（9.80665 m/s2）
报告维氏硬度值的标准格式为xHVy。例如440HV30中，440是维氏硬度值，30指的是测量所用的负荷值(单位: 牛頓, N) 与标准重力加速度的比值，其 (单位: 牛頓, N） 。
实验对比：冷拉HPB235级钢筋强度降低，冷拉热轧带肋钢筋强度较高。而且冷拉钢的塑性，韧性比普通钢的差，易发生脆断。屈服强度有所降低，272的应该是冷轧钢，因为抗拉越强维式硬度越大一样。

## 常见材料的维氏硬度
来自Smithells Metals Reference Book
- 316L和347L不锈钢：140HV30，180HV30
- 碳钢： 55-120HV5
- 铁： 30-80HV5
- 马氏体： 1000HV
- 金刚石：10000HV

## 标准
- 国际标准：

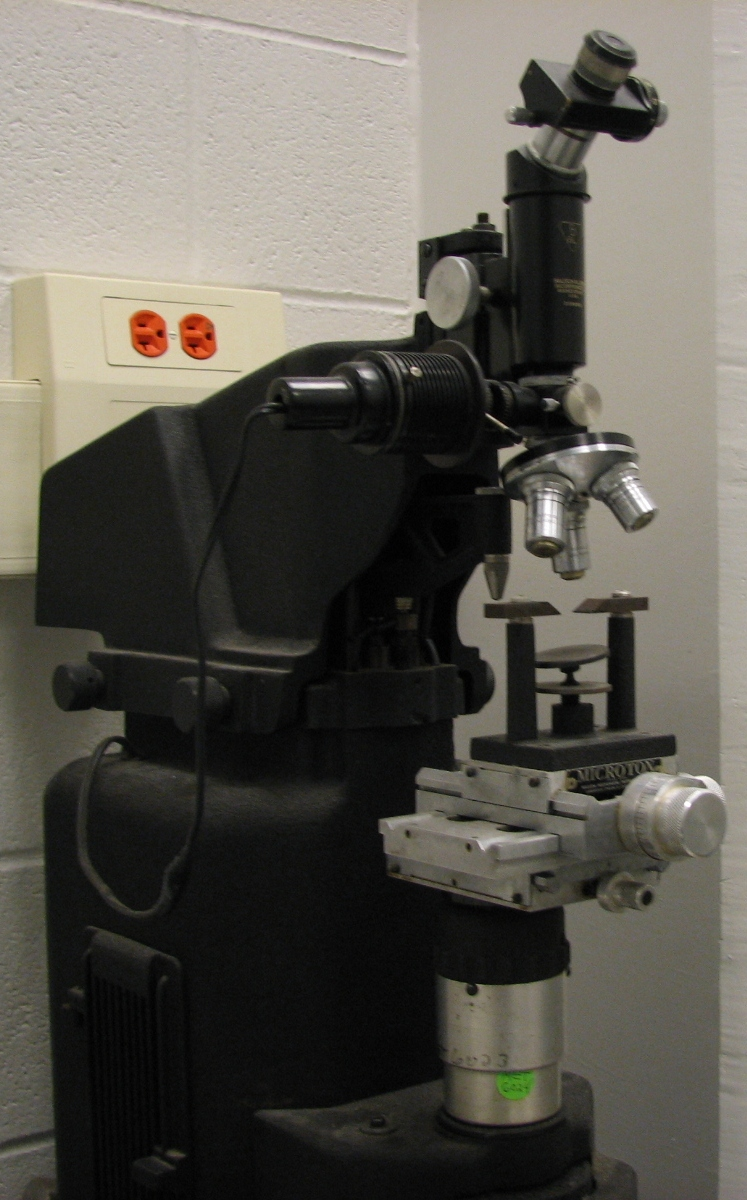
维氏硬度测量仪

- ISO 6507-1:2005 Ed. 3 Vickers hardness test Part 1: Test method
- ISO 6507-2:2005 Ed. 3 Vickers hardness test Part 2: Verification and calibration of testing machines
- ISO 6507-3:2005 Ed. 3 Vickers hardness test Part 3: Calibration of reference blocks
- ISO 6507-4:2005 Ed. 1 Vickers hardness test Part 4: Tables of hardness values

- 中华人民共和国国家标准

- GB/T4340.1-1999 金属维氏硬度第1部分：试验方法
- GB/T4340.2-1999 金属维氏硬度第2部分：硬度计的检验
- GB/T4340.3-1999 金属维氏硬度第3部分：标准硬度块的标定